# The Temple (attractie)
The Temple, Temple X-pedition, Lost Kingdom Adventure en Laser Raiders zijn interactieve darkrides in diverse attractieparken van Legoland wereldwijd. De opzet van de darkride is wereldwijd hetzelfde. Bezoekers rijden door middel van het transportsysteem door het Oude-Egypte, uitgebeeld in LEGO, en dienen met hun laserpistool op de doelen langs het parcours te schieten. 

## Locaties

### Legoland Billund
De darkride in Legoland Billund heet The Temple en bevindt zich in Adventure Land. De attractie opende in 2010 en maakt gebruik van het 'endless chain systeem', waarbij alle voertuigen aan elkaar vastzitten. Voor de gehele darkride in Billund zijn in totaal 295 duizend legosteentjes gebruikt en staan 120 animatronics opgesteld. De wachtrij van de attractie bevindt zich grotendeels voor het gebouw van de attractie in de buitenlucht. Langs de wachtrij zijn diverse LEGO-figuren en bouwwerken te zien. Een aantal heeft interactieve elementen die handmatig geactiveerd kunnen worden. De wachtrij kent ook een aparte rij voor gebruikers van een snelpas.

### Legoland Deutschland
De darkride in Legoland Deutschland heet Temple X-peditions en opende 23 maart 2013. De darkride maakt gebruik van het 'endless chain systeem', waarbij alle voertuigen aan elkaar vastzitten. 

### Legoland Windsor
In Legoland Windsor heet de attractie Laser Raiders en opende op 20 maart 2009. Het transportsysteem van de attractie zijn losse voertuigen waarin plaats is voor vier personen. De rit duurt ongeveer drie minuten.

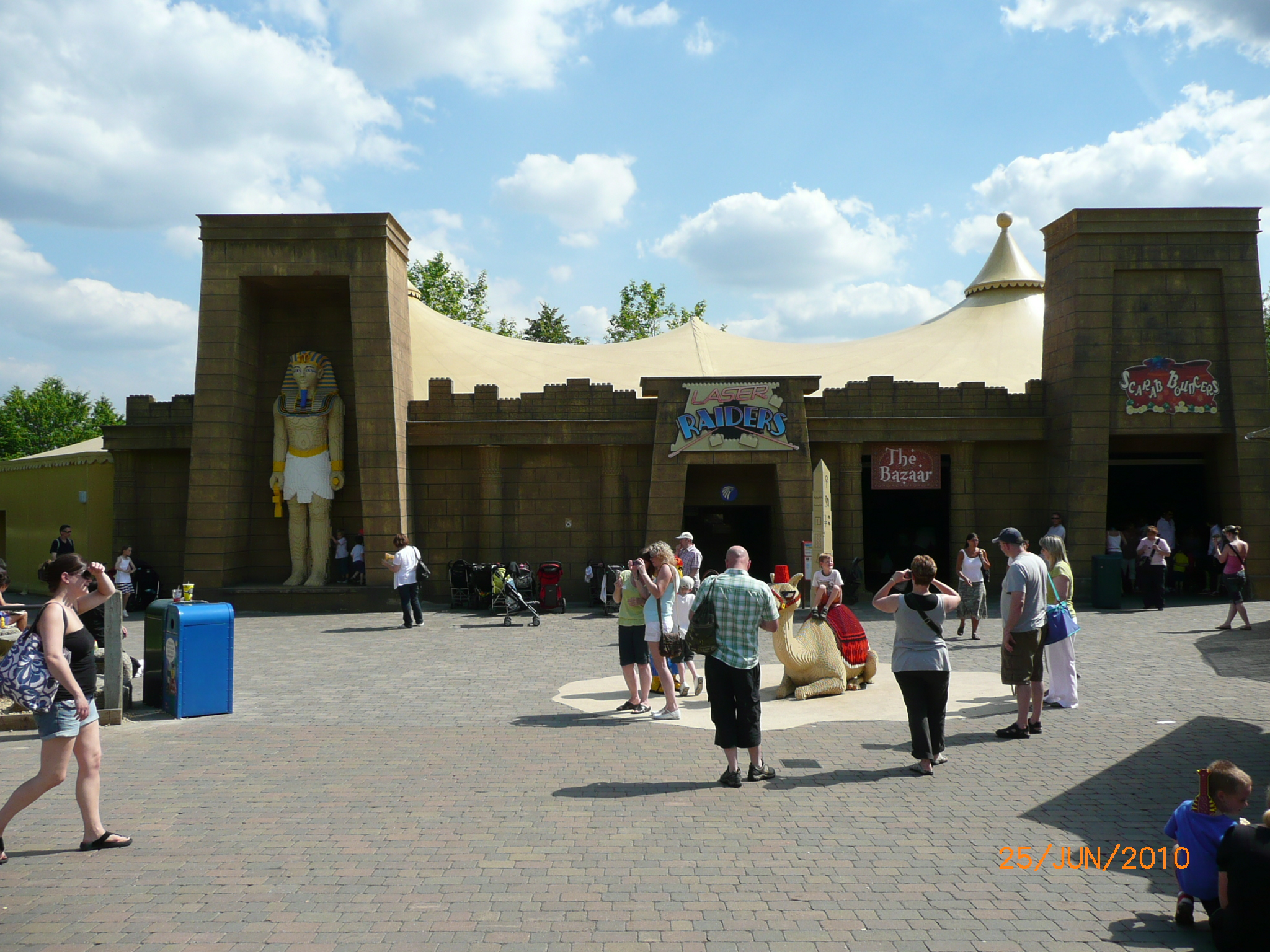
Exterieur
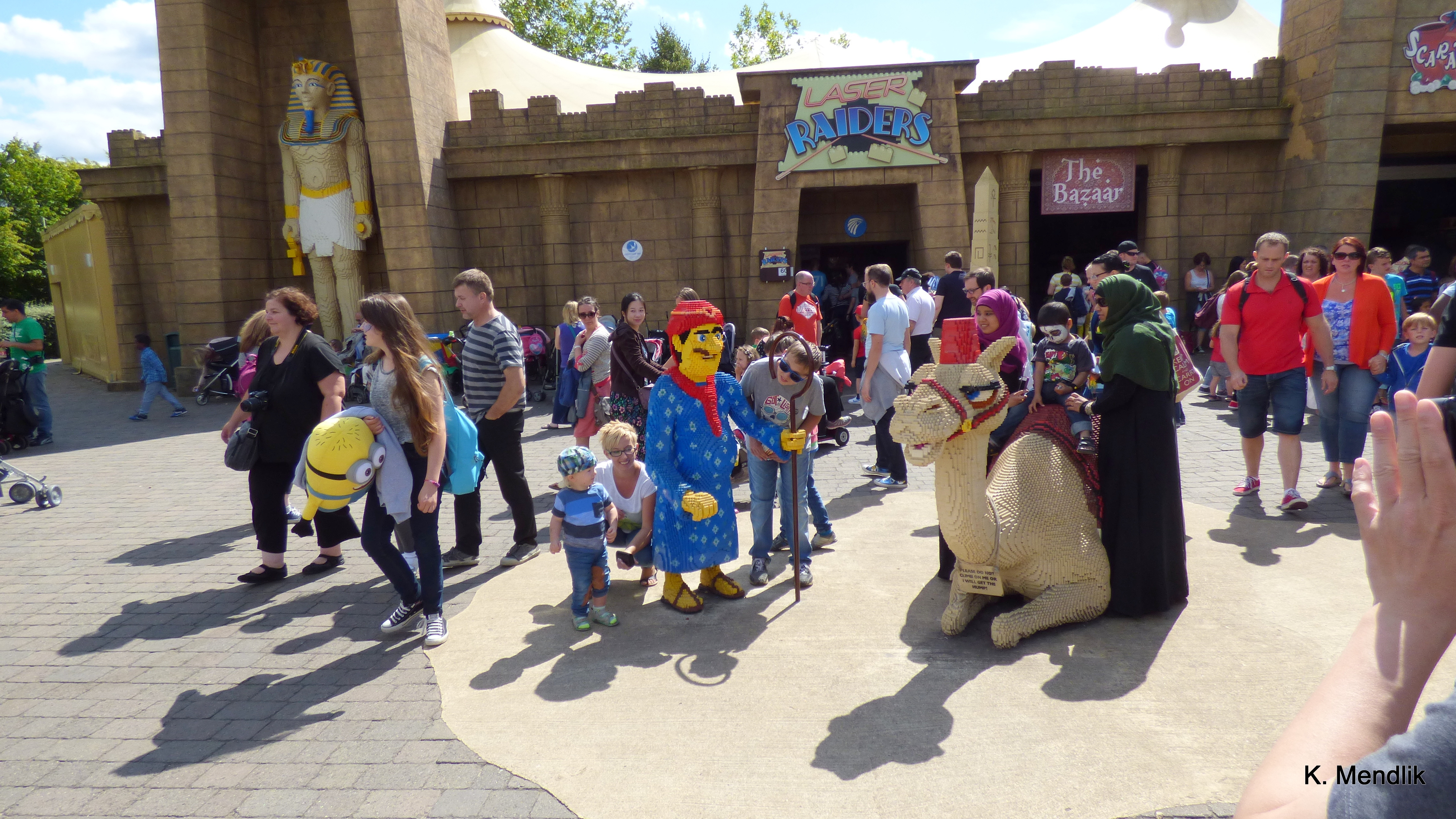
LEGO-bouwwerken voor de entree.

### Legoland Florida
De naam van de darkride is Lost Kingdom Adventure en opende 15 oktober 2011. Het transportsysteem van de attractie zijn losse voertuigen waarin plaats is voor vier personen.

### Legoland Californië
De darkride heet Lost Kingdom Adventure en opende april 2008. Het transportsysteem van de attractie zijn losse voertuigen waarin plaats is voor vier personen.

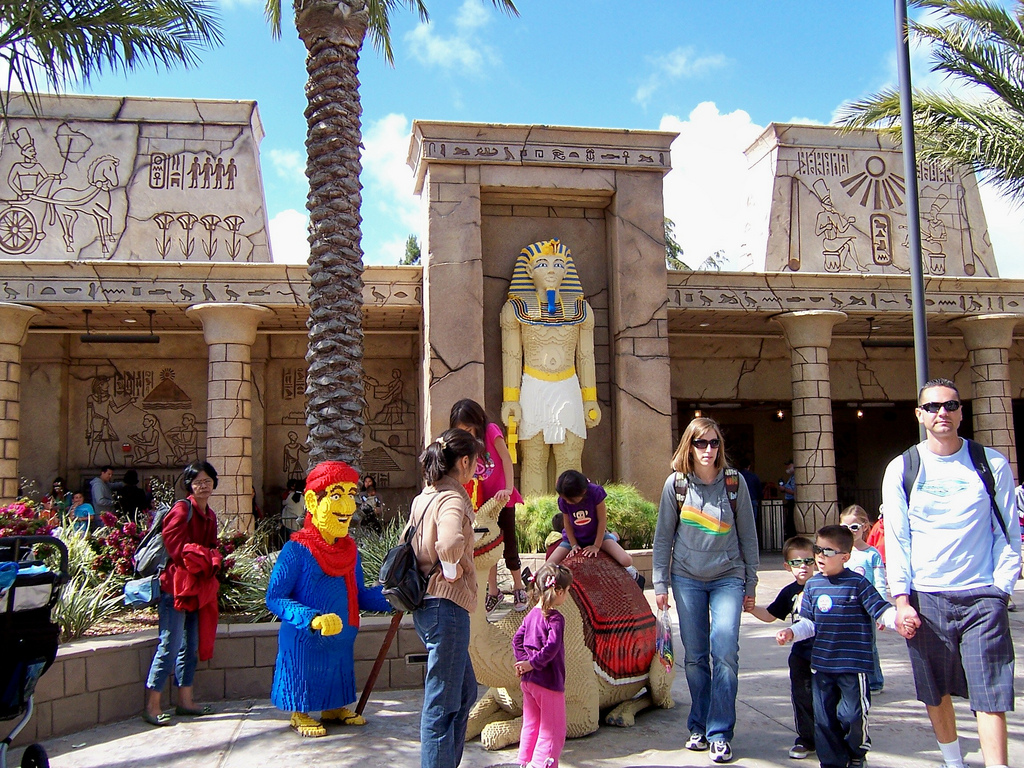
Exterieur van de attractie.
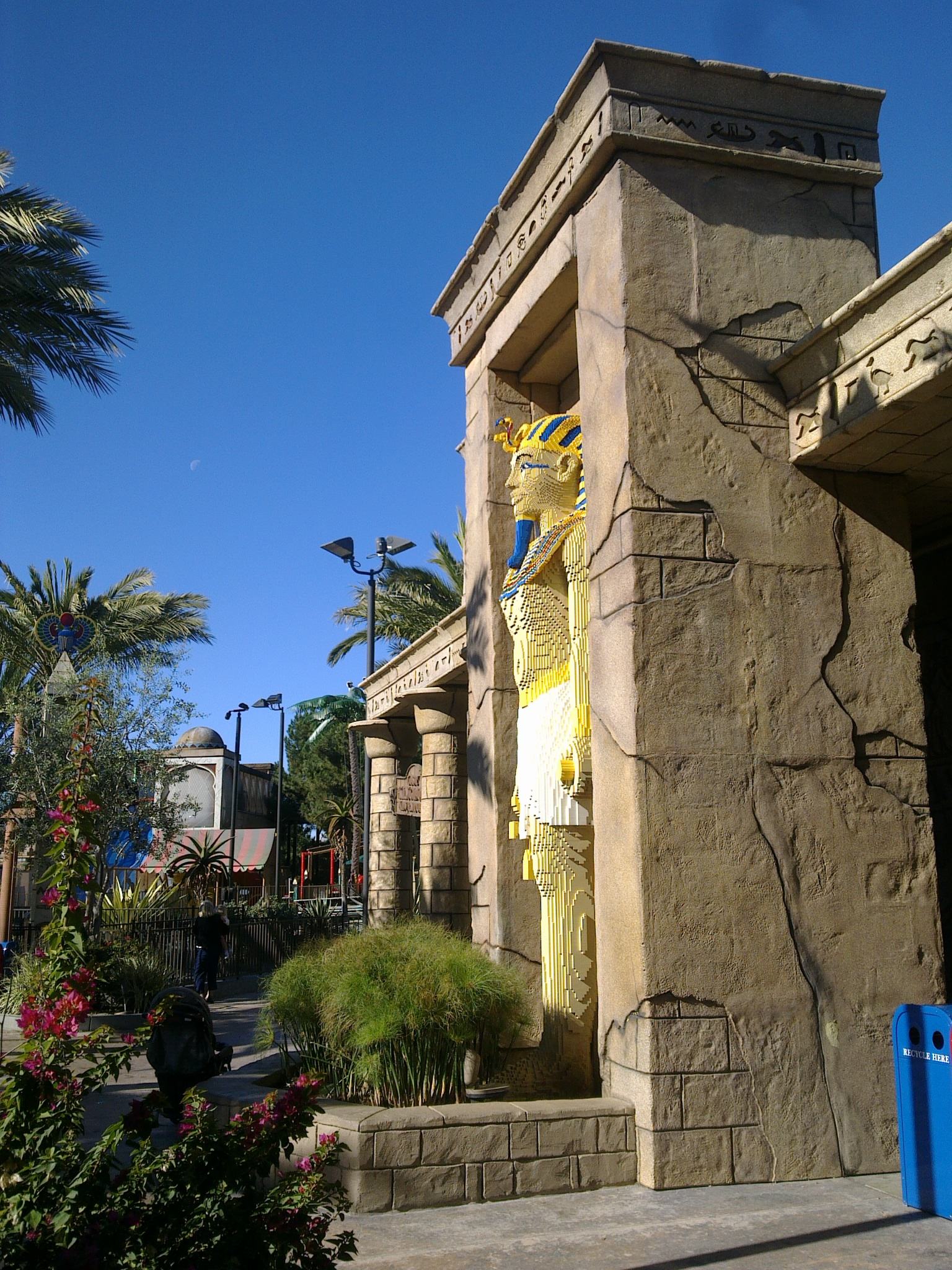
Zij-aanzicht

### Legoland Japan
De darkride heet Temple X-peditions en opende 23 maart 2013. Het transportsysteem is het 'endless chain systeem', waarbij alle voertuigen aan elkaar vastzitten. 

### Legoland Dubailand
De attractie heet Lost Kingdom Adventure en maakt als transportsysteem gebruik van het 'endless chain systeem', waarbij alle voertuigen aan elkaar vastzitten. 

### Legoland Maleisië
De naam van de darkride is Lost Kingdom Adventure en opende 15 september 2012. Het transportsysteem van de attractie zijn losse voertuigen waarin plaats is voor vier personen.

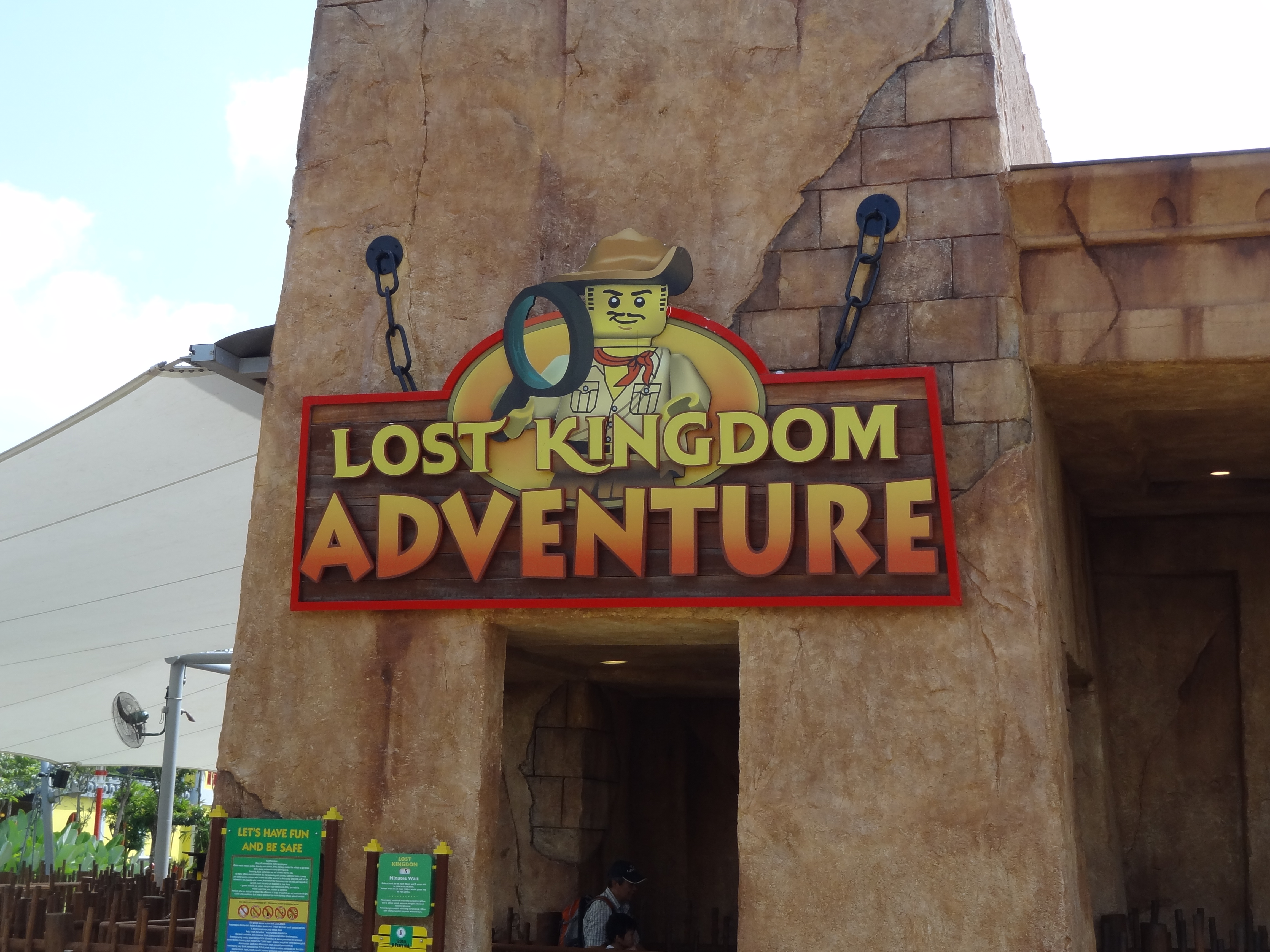
Entree
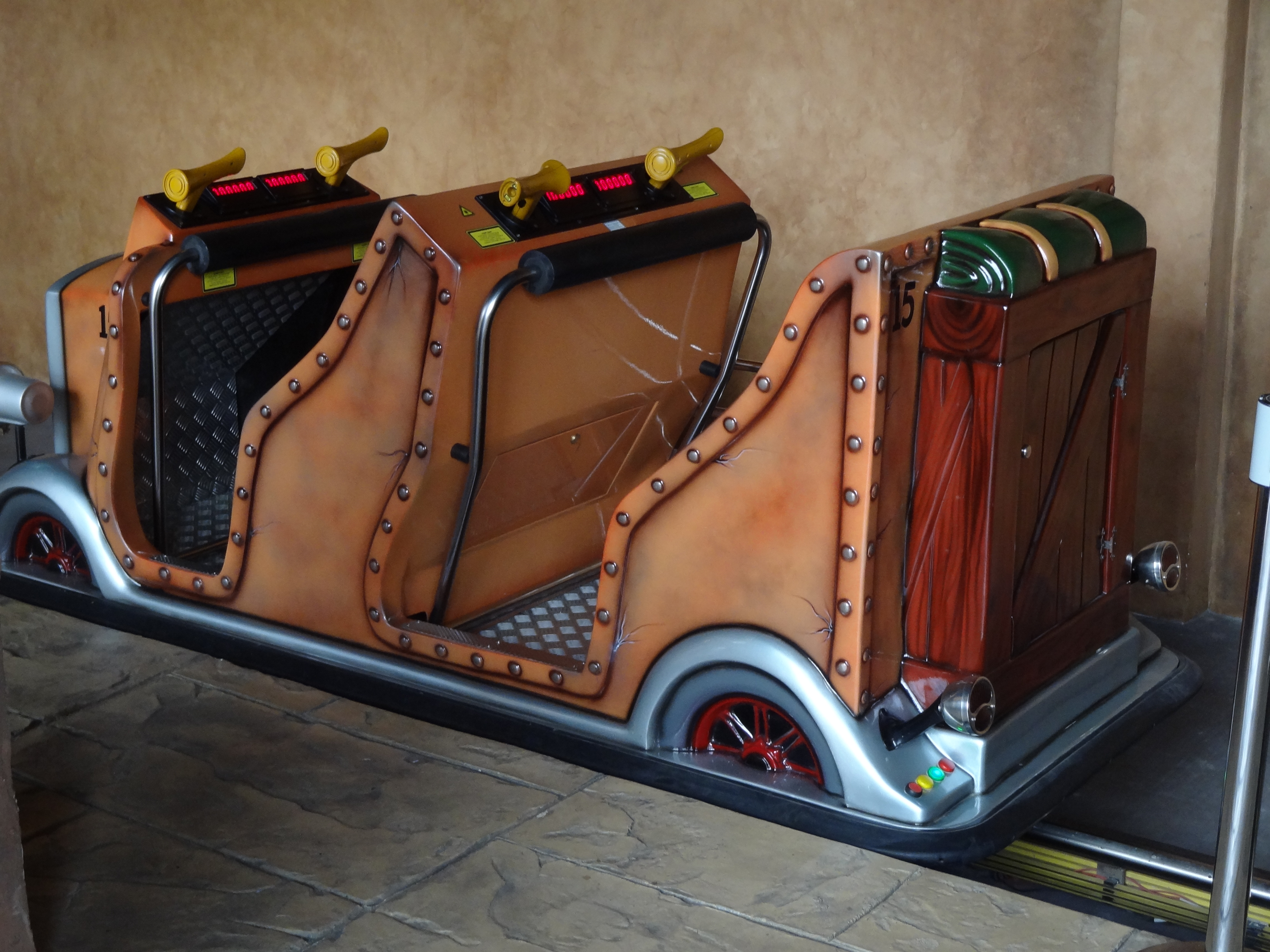
Voertuig